# Дрогобицький трамвай
Дрогобицький трамвай — трамвайна система, яку планувалося спорудити у Дрогобичі на початку 20 століття.

## Історія
Проєкт будівництва трамвайної лінії в Дрогобичі був започаткований урядницькою елітою магістрату ще 1909 року.
В першій половині березня 1909 року бургомістр Раймунд Ярош підтримав ідею львівських та дрогобицьких інженерів прокласти в Дрогобичі трамвайну колію, яка мала серйозно модернізувати інфраструктуру Дрогобича. Як виявилося, ще в грудні 1908 року одна з приватних будівельних фірм на чолі із заступником державної залізниці у Львові Дремом Сайнфельдом подали короткий план будівництва електричної трамвайної колії. Трасу було запроєктовано від головної залізничної станції, вздовж вулиці Стрийської до ринкової площі, далі вздовж вулиці Трускавецької до малої станції Дрогобич-Трускавець (сьогодні знаходиться по лівому боці від залізничного переїзду на Трускавецькій). Загальна протяжність першого етапу проєкту становила три кілометри, а оплата проїзду по курсу «трамвайного воза» мала становити 30 грошей від залізничного вокзалу до площі ринок, і 20 грошей ‒ з ринку до малої станції. Громадськість міста бадьоро вітала революційний проєкт магістрату, адже дорога до вокзалів завжди була проблемною через наявність болота на дорогах, завантаження возами тощо. 

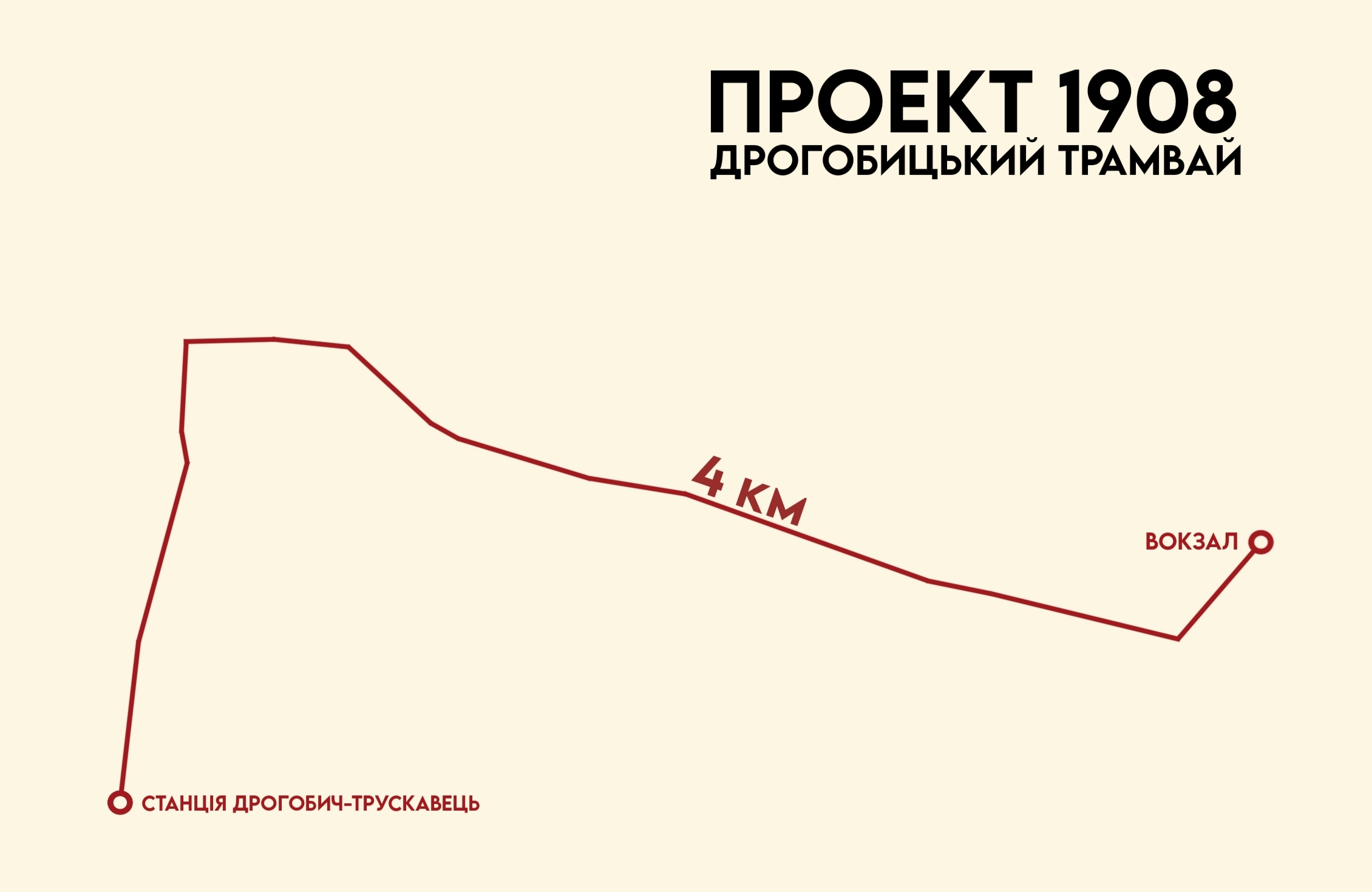
Сучасна ілюстрація проекту 1908 року

20 грудня 1913 року журналісти газети «Tygodnik Drohobycki» «золотими літерами» вписали в історію Дрогобича, адже це був «день тріумфу праці, доброї волі і поступу, коли магістрат Дрогобича зробив серйозну модернізацію маломістечкового Дрогобича на велике європейське місто». 
24 січня 1914 року журналісти опублікували цікаву інформацію про ситуацію із Задвірним передмістям Дрогобича, інтелігенція і політична еліта якого в особах добродіїв Круглія та Свірняка вирішили оскаржити затверджений проєкт будівництва електричної станції і трамвайної лінії. 
20 лютого 1914 року українська газета «Діло» все ж повідомила громадськість краю про продовження робіт із реалізації проєкту трамвайної лінії в Дрогобичі. В цей час Міністерство залізниць надало право Акціонерному товариству у Відні впродовж одного року управляти веденням справ технічних залізниць з метою завершення будівництва електричної трамвайної лінії в Дрогобичі. Зазначалося, що трамвайна колія, відповідно до попередніх проєктів мала проходити через вулицю Стрийську до площі Ринок, «з евентуальним продовженням її через ринок», вздовж вулиці Міцкевича, аж до вулиці Лішнянської.
Програму будівництва трамвайної лінії було частково зупинено у зв'язку із судовою протестацією передміщан, зокрема українських політиків Круглія та Свірняка. Щоправда, з іншого боку, проєкт не встигли б реалізувати, оскільки на це потрібен був не один рік, а у вересні 1914 року Дрогобич було окуповано російськими «модернізаторами».
Перед тим, як мав з’явитися новий вид транспорту, в місті з’явивлася книга (повість) про дрогобицький трамвай «Erste Drohobyczer Tramvaygesellschaft», автора Абрахама Покойокраєва (Abraham Pokojokrajów).